# Circuito Lasarte

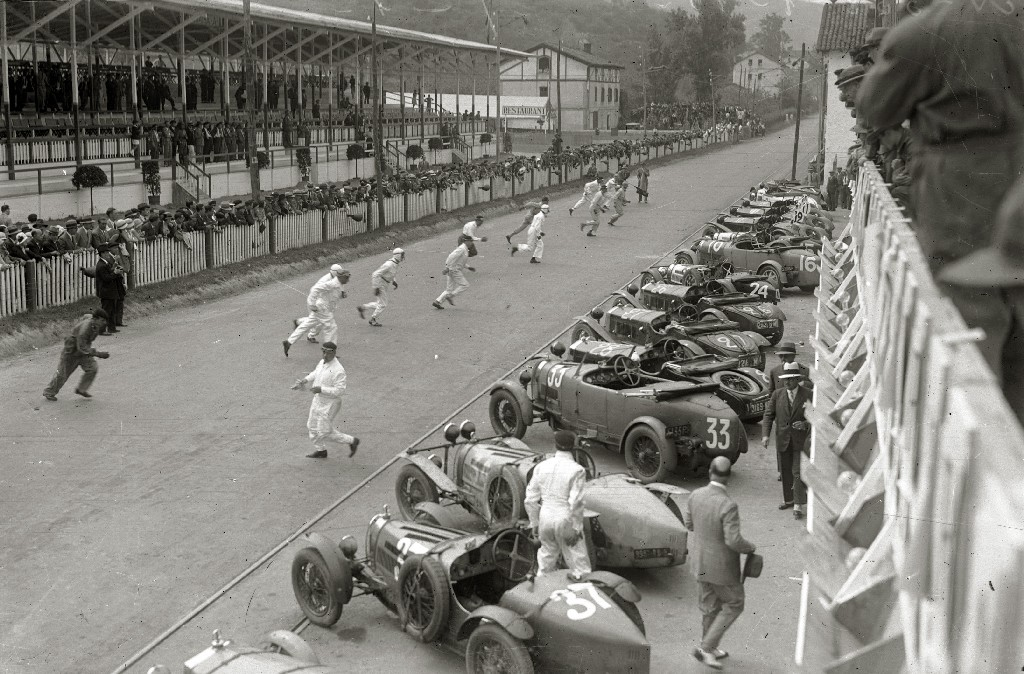
Starten på Spaniens Grand Prix 1929.

Circuito Lasarte var en racerbana som gick på allmänna vägar runt Lasarte-Oria utanför San Sebastián i Spanien. 
Här kördes San Sebastiáns Grand Prix och Spaniens Grand Prix mellan 1923 och 1935. Tävlingarna upphörde i samband med spanska inbördeskrigets utbrott.